# Yopal
Yopal is een middelgrote stad in Colombia met ongeveer 90.000 inwoners. Het is de hoofdstad van het departement Casanare. Yopal werd in 1915 gesticht en in 1942 als stad erkend. In Yopal bevindt zich veel olie-industrie die profiteert van de olievelden Cupiagua en Cusiana respectievelijk gelegen in de naburige gemeenten Aguazul en Tauramena.
De stad is de zetel van het rooms-katholieke bisdom Yopal.